# Christina Novelli
Christina Novelli (n. 27 noiembrie 1985) este o vocalistă și DJ din Marea Britanie.
În 2012, ea a lansat piesa Concrete Angel în colaborare cu DJ-ul Gareth Emery. Single-ul s-a clasat pe poziția #15 în clasamentul Billboard și a fost nominalizat la categoria 'Best Trance Track of 2013' la gala anuală International Dance Music Awards. Ulterior, Novelli a mai colaborat cu artiști ca Dash Berlin și Armin van Buuren.
Ea este fiica lui Jean-Christophe Novelli, un celebru chef francez.

## Discografie
Ca artist principal
- 2015: Christina Novelli - Same Stars[4]

Colaborări
- 2012: Gareth Emery (feat. Christina Novelli) – Concrete Angel
- 2012: tyDi (feat. Christina Novelli) - Fire & Load
- 2013: Craig Connelly & Christina Novelli - Black Hole
- 2013: Dash Berlin (feat. Christina Novelli) - Jar Of Hearts
- 2013: Judge Jules (feat. Christina Novelli) - Collide
- 2013: Easton & Christina Novelli - Already Gone
- 2014: Roman Messer (feat. Christina Novelli) - Frozen
- 2014: Fabio XB & Liuck (feat. Christina Novelli) - Back To You
- 2014: Binary Finary & Lele Troniq (feat. Christina Novelli) - Waiting For The Sun (Remixed)
- 2014: LTN (feat. Christina Novelli) - Feeling Like Yeah
- 2014: Gareth Emery (feat. Christina Novelli) - Dynamite
- 2014: JJoy & Christina Novelli - Loving You
- 2014: Eddie Bitar (feat. Christina Novelli) - Start Again
- 2014: Nomosk & Roman Messer (feat. Christina Novelli) - Lost Soul
- 2014: Tasadi &  Aryas (feat. Christina Novelli) - Seventh Kingdom
- 2014: Ørjan Nilsen (feat. Christina Novelli) - Hurricane
- 2014: Delta-S & Christina Novelli - Alive
- 2014: Ben Gold (feat. Christina Novelli) - All Or Nothing--
- 2014: Teevo Rain & Nova Kordz (Feat. Christina Novelli) - ARMOUR
- 2014: SHY & DRS (feat. Christina Novelli) - Born Again
- 2015: Fabio XB & Liuck feat. Christina Novelli - Step Into the Light
- 2015: MaRLo feat. Christina Novelli - Hold It Together
- 2015: Dennis Sheperd Feat. Christina Novelli - Starlight
- 2015: LTN feat. Christina Novelli - Hold On To Your Heart (LTN's Sunrise Album Mix)[5] / LTN feat. Christina Novelli - Hold on to Your Heart (LTN's Sunrise Mix)[6]
- 2015: Andy Moor, RAM, Christina Novelli - All Gone
- 2015: Sneijder Feat. Christina Novelli - Love of My Control [FSOE]
- 2015: Iván Mateluna Feat. Christina Novelli - Not Alone (Ultra/Kontor/Abstractive music)
- 2016: Luke Bond & Cartel - Once More[7][8][9]
- 2016: Christina Novelli & Lanos - Home[10]